# Локателли, Мануэль
Мануэ́ль Локате́лли (итал. Manuel Locatelli; род. 8 января 1998, Лекко, Ломбардия) — итальянский футболист, полузащитник клуба «Ювентус» и сборной Италии.

## Клубная карьера
Мануэль является воспитанником футбольных академий «Аталанты» и «Милана». С 2014 года он выступал за молодёжный состав «россонери». Его профессиональный дебют в «Милане» состоялся 21 апреля 2016 года в матче Серии А против «Карпи».

### «Милан»
14 мая 2016 года впервые вышел на поле в стартовом составе в домашней игре против «Ромы», в которой «Милан» уступил со счетом 1:3.
2 октября 2016 года в домашнем матче против «Сассуоло» Локателли вышел на замену вместо Риккардо Монтоливо и забил свой дебютный гол, сравняв счет после розыгрыша углового дальним ударом из-за пределов штрафной площади. Матч, по ходу которого «Милан» проигрывал 1:3, завершился со счетом 4:3 в пользу «россонери». 22 октября 2016 года в матче 9-го тура забил победный гол в ворота «Ювентуса» вновь дальним ударом.

### «Сассуоло»
13 августа 2018 года футболист был арендован клубом «Сассуоло» с правом приоритетного выкупа контракта игрока. 26 января 2019 года в матче против «Кальяри» игрок забил первый гол за клуб.

### «Ювентус»
18 августа 2021 года «Ювентус» объявил о подписании соглашения с «Сассуоло» об аренде Локателли сроком на два сезона с правом выкупа контракта игрока по истечении срока арендного соглашения.

## В сборной
Выступал за юношеские итальянские сборные. Принимал участие в юношеском чемпионате Европы в возрастной категории до 17 лет. В марте 2017 года дебютировал в составе молодёжной сборной Италии.
28 марта 2021 года забил свой первый гол за сборную Италии в выездном матче второго тура отборочного турнира чемпионата мира 2022 года против сборной Болгарии (2:0), отличившись на 82-й минуте и установив окончательный счёт в игре.
16 июня 2021 года на чемпионате Европы открыл счёт в игре групповой стадии против сборной Швейцарии, замкнув прострел партнёра по «Сассуоло» Доменико Берарди. На 52-й минуте забил второй мяч с передачи Николо Бареллы.

## Достижения
Милан
- Обладатель Суперкубка Италии: 2016

Ювентус
- Обладатель Кубка Италии: 2023/24

Сборная Италии
- Чемпион Европы: 2020

## Статистика
| Выступление      | Выступление      | Выступление      | Лига | Лига | Кубки | Кубки | Еврокубки | Еврокубки | Итого | Итого |
| Клуб             | Лига             | Сезон            | Игры | Голы | Игры  | Голы  | Игры      | Голы      | Игры  | Голы  |
| ---------------- | ---------------- | ---------------- | ---- | ---- | ----- | ----- | --------- | --------- | ----- | ----- |
| Милан            | Серии А          | 2015/16          | 2    | 0    | 0     | 0     | 0         | 0         | 2     | 0     |
| Милан            | Серии А          | 2016/17          | 25   | 2    | 3     | 0     | 0         | 0         | 28    | 2     |
| Милан            | Серии А          | 2017/18          | 21   | 0    | 3     | 0     | 9         | 0         | 33    | 0     |
| Милан            | Итого            | Итого            | 48   | 2    | 6     | 0     | 9         | 0         | 63    | 2     |
| Сассуоло         | Серии А          | 2018/19          | 29   | 2    | 2     | 1     | 0         | 0         | 31    | 3     |
| Сассуоло         | Серии А          | 2019/20          | 33   | 0    | 1     | 0     | 0         | 0         | 34    | 0     |
| Сассуоло         | Серии А          | 2020/21          | 34   | 4    | 0     | 0     | 0         | 0         | 34    | 4     |
| Сассуоло         | Итого            | Итого            | 96   | 6    | 3     | 1     | 0         | 0         | 99    | 7     |
| Ювентус          | Серии А          | 2021/22          | 31   | 3    | 5     | 0     | 7         | 0         | 43    | 3     |
| Ювентус          | Серии А          | 2022/23          | 32   | 0    | 4     | 0     | 13        | 0         | 49    | 0     |
| Ювентус          | Серии А          | 2023/24          | 36   | 1    | 4     | 0     | 0         | 0         | 40    | 1     |
| Ювентус          | Серии А          | 2024/25          | 17   | 0    | 2     | 0     | 5         | 0         | 24    | 0     |
| Ювентус          | Итого            | Итого            | 116  | 4    | 15    | 0     | 25        | 0         | 156   | 4     |
| Всего за карьеру | Всего за карьеру | Всего за карьеру | 260  | 12   | 24    | 1     | 34        | 0         | 318   | 13    |

## Государственные награды
- Кавалер ордена «За заслуги перед Итальянской Республикой» (16 июля 2021) — в знак признания спортивных ценностей и национального духа, которые вдохновили итальянскую команду на победу на чемпионате Европы по футболу 2020[9][10]